# 都万村
都万村（つまむら）は、島根県にあった村。隠岐郡に属した。

## 地理
隠岐諸島の島後南西部に位置した。大山隠岐国立公園に指定されており、観光地として有名であった。

## 歴史
- 1904年（明治37年）5月1日 - 島根県隠岐国ニ於ケル町村ノ制度ニ関スル件の施行に伴い、穏地郡津戸村・都万村・那久村・油井村・周吉郡蛸木村の区域をもって穏地郡都万村が成立。
- 1969年（昭和44年）4月1日 - 所属郡が隠岐郡に変更。
- 2004年（平成16年）10月1日 - 西郷町・布施村・五箇村と新設合併して隠岐の島町が発足。同日都万村廃止。

## 教育

### 小学校
- 都万村立都万小学校
- 都万村立那久小学校

### 中学校
- 都万村立都万中学校

## 行政
- 村長：春木冨益（任期：平成13年3月1日 - 平成16年10月1日）

## 交通

### 道路
- 県道
  - 島根県道44号西郷都万郡線
  - 島根県道316号中村津戸港線

## 観光・旧跡
- 壇鏡の滝 - 日本の滝百選・全国名水百選に選ばれている。
- 那久岬 - 神功天皇が立ち寄られたという伝説が残る岬。展望台があり、明治43年に設置された灯台が残されている。
- 屋那の松原 - 日本の白砂青松100選に選ばれている。

## 楽曲
- 「都万の秋」 - 吉田拓郎の曲。作詞：岡本おさみ・作曲：吉田拓郎。